# Markvärdesavgift

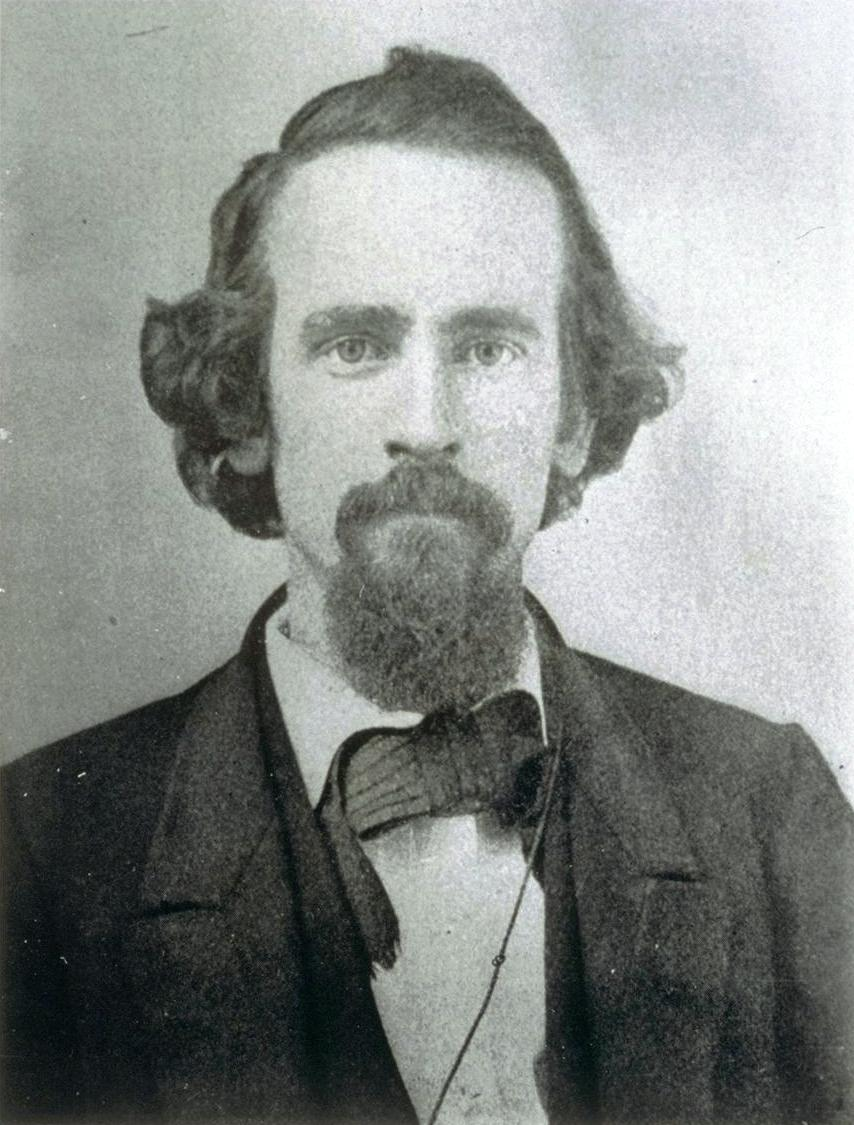
Henry George (1839-1897), grundaren av den så kallade georgismen, en politisk filosofi som menar att alla bör ha äganderätt till det de själva skapar, men att naturresurser, främst jord och mark, tillhör alla människor

Markvärdesavgift, även infrastrukturskatt, jordskatt, landskatt, landhyra, markvärdesskatt, markhyra och jordvärdeavgift är en skatt eller avgift på fast egendom.
Det kan vara bra att veta att "land" har en något annorlunda betydelse inom ekonomi. Land betyder "en naturligt förekommande ändlig resurs" och kan alltså betyda mineraler, mark- och vattenområde, frekvensband, med flera.. Markvärdesavgift är en av många olika sorters landskatter.
Markvärdesavgift används för att effektivisera markanvändning samt dämpa spekulation som kan leda till lånebubblor i jordbruks- och bostadssektorn. Avgiften ger bättre marknadsförutsättningar till personer som brukar jord av sämre kvalité eller sämre placering, detta eftersom det är jordräntan som avgiftsbeläggs. Jordränta är en sorts privilegiehyra (en sorts 'economic rent'). Avgiften ger därför jordförbättrande effekter på landsbygden. Det lönar sig också att bygga mer och tätare, markvärdesavgiften ger en förtätande effekt på städer. Markvärdesavgiften får bort många snedvridningar på marknaden och leder på sikt till en ökad ekonomisk tillväxt.

## Förklaringsmodeller
Markvärdesavgift är en avgift för den nytta som markens placering ger ägaren. Markvärdesavgift kan ses som markhyra till omgivningen som betalning för den nytta som omgivningen ger markägaren.

## Ursprung och utbredning
Markvärdesavgiften har sina rötter i den liberala tankekulturen, och har fortsatt vara favorit inom liberala kretsar. Exempel är Adam Smith, Thomas Paine, David Ricardo, James Mill, John Stuart Mill och Milton Friedman. Tankarna utvecklades till det som kallas georgism. Idag används markvärdesavgiften exempelvis i Danmark.

### Fotnoter
1. ↑  Foldvary, Fred E. Geoism and Libertarianism. Arkiverad 4 november 2012 hämtat från the Wayback Machine. The Progress Report.
2. ↑  Användningsexempel (Hämtad 21 sep. 2012)
3. ↑  Tidskriften Tiden,Fjärde årgången,1912,s. 210 (Hämtad 21 sep. 2012)
4. ↑  Wikipedia: Land (economics)
5. ↑  IFS: "Replacing business rates with a land value tax would remove a damaging bias against property-intensive production.", (Hämtad 21 sep. 2012)
6. ↑  OECD: Markvärdesavgift förtätar städer,s.13, (Hämtad 21 sep. 2012)
7. ↑  Tax justice focus TAXING NATURAL RENTS, VOLUME 6, NUMBER 1, (Hämtad 21 sep. 2012)
8. ↑  Mirrlees Review Arkiverad 3 augusti 2012 hämtat från the Wayback Machine., (Hämtad 9 okt. 2012)
9. ↑  OECD: Markvärdesavgift ökar ekonomisk tillväxt, (Hämtad 10 feb. 2013)
10. ↑  Tax foundation Arkiverad 27 december 2012 hämtat från the Wayback Machine.: What Is the Evidence on Taxes and Growth?, (Hämtad 28 dec. 2013)
11. ↑  Library of economics and liberty: Henry George, (Hämtad 28 dec. 2013)
12. ↑  ”Danmarks Statistik: Skatter og afgifter. Oversigt 2012”. sid. 113. http://www.dst.dk/pukora/epub/upload/16215/Skat2012.pdf. Läst 25 februari 2015.